# Сантаромита, Иван
Иван Сантаромита (итал. Ivan Santaromita; род. 30 апреля 1984, в Варесе, область Ломбардия, Италия)  — итальянский профессиональный шоссейный велогонщик, выступающий за профессиональную континентальную команду «Nippo - Vini Fantini - Europa Ovini».  Чемпион Италии в групповой гонке (2013).

## Достижения
2007
10-й - Тур Джорджии — Генеральная классификация
2009
3-й - Кубок Японии
2010
1-й - Международная неделя Коппи и Бартали — Генеральная классификация
2013
1-й  Чемпион Италии — Групповая гонка (Трофей Мелинды)
1-й - Этап 3 Джиро дель Трентино
5-й - Гран-при Берега Этрусков
9-й - Джиро ди Ломбардия
2014
1-й - Этап 1 (КГ) Джиро д’Италия
2015
6-й - Тур Норвегии — Генеральная классификация
2016
7-й - Тур Лангкави — Генеральная классификация
2017
9-й - Тур Словении — Генеральная классификация
9-й - Джиро дель Аппеннино
2018
4-й Чемпионат Италии — Групповая гонка

## Статистика выступлений

### Гранд-туры
| Гранд-тур       | 2008 | 2009 | 2010 | 2011 | 2012 | 2013 | 2014 | 2015 | 2016 | 2017 | 2018 |
| --------------- | ---- | ---- | ---- | ---- | ---- | ---- | ---- | ---- | ---- | ---- | ---- |
| Джиро д’Италия  | —    | —    | —    | —    | 52   | 30   | НФ   | —    | —    | —    | —    |
| Тур де Франс    | —    | —    | —    | 83   | —    | —    | —    | —    | —    | —    | —    |
| Вуэльта Испании | 125  | —    | 65   | 117  | —    | 48   | НФ   | —    | —    | —    |      |

| —  | Не участвовал  |
| НФ | Не финишировал |